# Langerhansia abyssicola
Langerhansia abyssicola är en ringmaskart som först beskrevs av Ehlers 1874.  Langerhansia abyssicola ingår i släktet Langerhansia och familjen Syllidae. Inga underarter finns listade i Catalogue of Life.